# Лисенко Анатолій Григорович
Анатолій Григорович Лисенко (14 квітня 1937, Вінниця — 20 червня 2021, Москва, Росія) — російський телеведучий, видатний діяч російського телебачення, заслужений діяч мистецтв Росії, лауреат Державної премії СРСР.

## Життєпис
Анатолій Лисенко народився в 1937. Закінчив економічний факультет Московського інституту інженерів залізничного транспорту та аспірантуру під Всесоюзному заочному інституті інженерів залізничного транспорту.
З 1959 починає працювати позаштатним автором і ведучим молодіжних програм. З 1968 року працює у Головній редакції програм для молоді Центрального телебачення.
З 1987 керував програмою «Взгляд». З 1990 по 1996 рік керував у ранзі генерального директора Всеросійською державною телевізійною і радіомовною компанією.
Автор кількох документальних фільмів («Стратегія перемоги» (2 серії), «Наша біографія», «20 хвилин з життя Юрія Петрова», «Афганські репортажі» та інші), телепередач («Аукціон», «Світ і молодь», «Діалог»), циклу програм для дітей на радіо, а також сценаріїв до понад 35 документальних фільмів.
Державний радник I класу у відставці.
Президент Міжнародної академії телебачення і радіо.

## Нагороди
- Державна премія СРСР (1978)

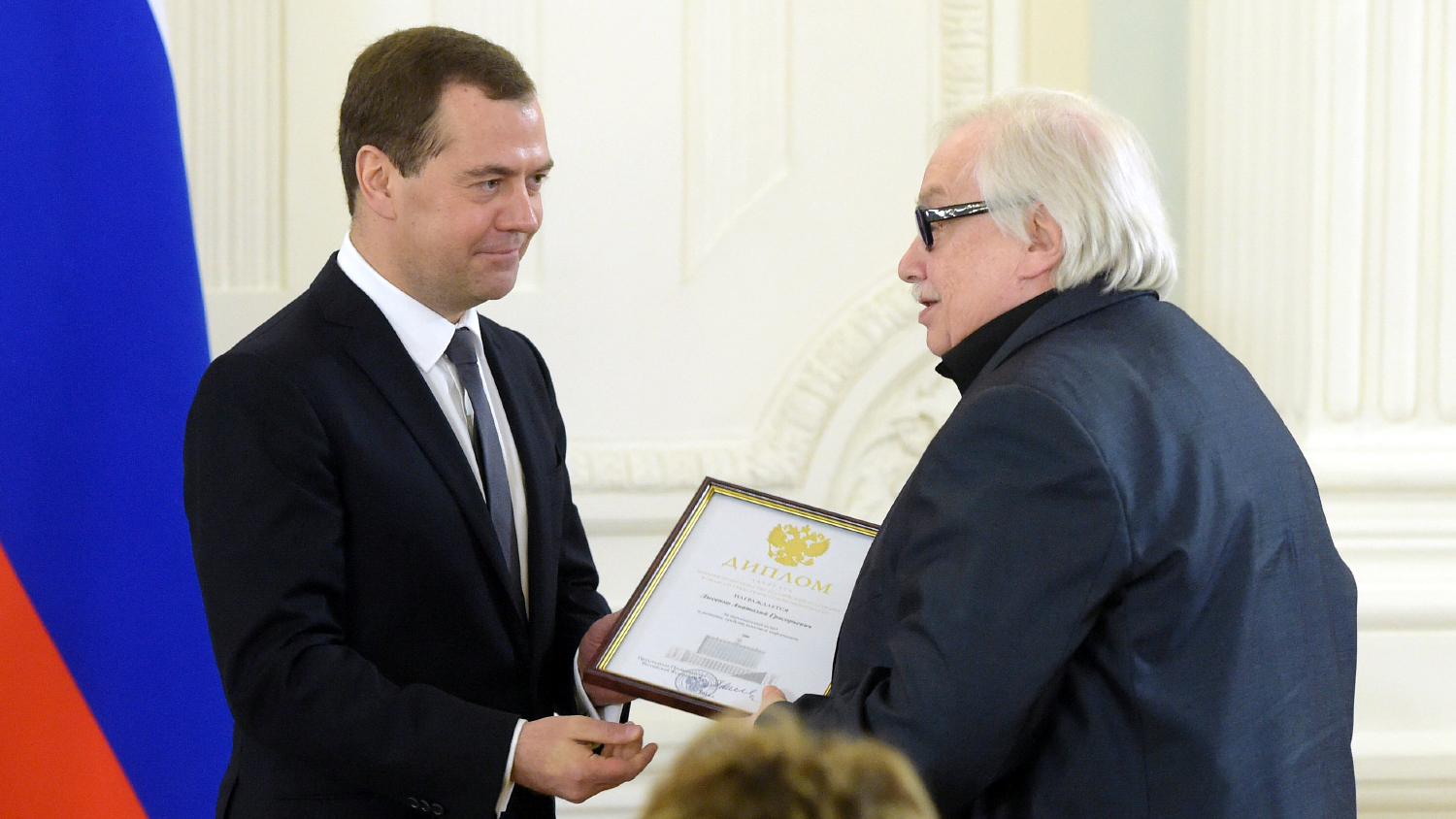
Анатолій Лисенко отримує димлом від Дмитра Медвед'єва

- Заслужений діяч мистецтв Російської Федерації (1999)[5]
- Орден Дружби (1996)[6]
- Орден «За заслуги перед Вітчизною» IV ступеня (2006)